# Colopea unifoveata
Espèce
Colopea unifoveata est une espèce d'araignées aranéomorphes de la famille des Stenochilidae.

## Distribution
Cette espèce est endémique du Sabah en Malaisie,.

## Description
La femelle subadulte holotype mesure 3,3 mm.

## Systématique et taxinomie
Cette espèce a été décrite par Lehtinen en 1982.

## Publication originale
- Lehtinen, 1982 : « Spiders of the Oriental-Australian region. IV. Stenochilidae. » Annales Zoologici Fennici, vol. 19, p. 115-128.